# エゼチミブ
エゼチミブ（英語: Ezetimibe）は、小腸からのコレステロール吸収を抑制し、血中コレステロール値を低下させる医薬品である。他のコレステロール低下薬に不忍容の場合に単剤で用いられるほか、スタチン単剤でのコントロールが悪い場合に併用される。商品名ゼチーア錠 (Zetia Tablets)。開発コードSCH58235。
2014年11月まで、エゼチミブが狭心症、脳梗塞、死亡を減少させるとのエビデンスは得られておらず、スタチン不忍容またはスタチン効果不充分の場合に、第2選択の薬剤としていくつかのガイドラインに記載されているが、アメリカ心臓協会（AHA）や米国心臓病学会（ACC）のガイドラインには記載されていない。

## 効能・効果
エゼチミブは日本では、高コレステロール血症、家族性高コレステロール血症、ホモ接合体性シトステロール血症 への使用が承認されている。
アメリカ合衆国では食事療法に加えて下記の場合に使用できる。
- 原発性脂質異常症で単剤またはスタチン併用での脂質低下を期待する場合。
- 混合型脂質異常症でフェノフィブラートと併用して脂質低下を期待する場合。
- ホモ接合性家族性高コレステロール血症でスタチンと併用して脂質低下を期待する場合。
- ホモ接合体性シトステロール血症で脂質低下を期待する場合。

2014年現在、AHAおよびACCのガイドラインは脂質異常症の治療薬としてスタチンを推奨している。これらではスタチンへの反応が悪い際のスタチン増量を薦めているが、非スタチン系コレステロール低下薬は薦めていない。欧州心臓病学会（ESC）および欧州動脈硬化学会（EAS）のガイドラインならびに日本動脈硬化学会（JAS）の動脈硬化性疾患予防ガイドライン2012年版、英国の国立医療技術評価機構（NICE）のガイドライン、国際動脈硬化学会（IAS）のガイドラインでは、スタチン不忍容の患者またはスタチン単剤でLDL目標値を達成できない患者に対する第2選択の薬剤の1つとしてエゼチミブが挙げられている。

## 臨床試験
エゼチミブはLDLコレステロールを低下させるものの、死亡リスクや主要心血管イベント（心筋梗塞や脳梗塞など）への影響が臨床試験で示されたことはない。粥状動脈硬化を縮退させるか否かは統一した見解が得られていない。エゼチミブが主要評価項目を達成できるが如何かはIMPROVE-IT試験で検討された。同臨床試験は急性冠症候群既往の患者に対する強化スタチン療法への上乗せ効果をエゼチミブ対偽薬で6年間にわたり追跡する試験である。2014年11月に速報が公表されたものの、未だ論文化されておらず医師による精査は行われていなかった。
2015年7月論文が公表され、シンバスタチン単独群 34.7%に対し、シンバスタチン＋エゼチミブ群で 32.7%に心血管イベントがみられ、併用群で2%のリスク低下がみられた。

## 禁忌
まず、エゼチミブも薬剤一般の注意事項と同様に、エゼチミブに過敏症を有する患者には禁忌とされている。このほか、エゼチミブとHMG-CoA 還元酵素阻害薬を併用する場合は、重篤な肝機能障害のある患者に対して禁忌である。

## 副作用
重大な副作用は、過敏症によるアナフィラキシー、横紋筋融解症、肝機能障害である。
その他1%以上の頻度で発現する副作用は、消化器症状（便秘、下痢、腹痛、腹部膨満、悪心、嘔吐）、肝機能異常（ALT(GPT)上昇、γ-GTP上昇）、腎機能障害（蛋白尿）、筋組織障害（CK(CPK)上昇）、皮膚症状（発疹）、コルチゾール上昇 である。
なお上記のうち、筋肉の逸脱酵素の1種であるCKの上昇は、エゼチミブ単独投与の場合は1.7%の者に起きただけに過ぎなかったのに対し、HMG-CoA還元酵素阻害薬と併用した場合は2.7%に上がる。さらに、肝臓からの逸脱酵素の1種であるALTの上昇は、エゼチミブ単独投与の場合は1.5%の者に起きただけに過ぎなかったのに対し、HMG-CoA還元酵素阻害薬と併用した場合には3.5%にまで上がる。

## 作用機序
エゼチミブ代謝物である、エゼチミブのグルクロン酸抱合体（Ezetimibe Phenoxy β-D-Glucuronide）は小腸からのコレステロール吸収を阻害する。このため、腸肝循環するコレステロール量が減少し、血中コレステロール値が低下するとされている。消化管上皮細胞および肝細胞に発現しておりコレステロール吸収の要である小腸コレステロール輸送体（NPC1L1）を阻害すると共にアミノペプチダーゼNを阻害し、カベオリン1-アネキシン2複合体のコレステロール輸送を抑制する。

## 薬物動態
エゼチミブが体内に吸収されると、小腸での初回通過効果により、分子中のフェノール性水酸基がグルクロン酸抱合される。この抱合体が活性代謝物である。成人にエゼチミブ10 mgを空腹時に単回投与した時、血中濃度の最大値（Cmax）は非抱合体で6.03 ng/mL、抱合体で72.3 ng/mL（非抱合体換算量）であり、最大血中濃度に達する時間（tmax）は非抱合体で2.10 時間、抱合体で1.48 時間であった。エゼチミブ20 mgを反復投与すると3日間で定常状態に達した。食事（高脂肪食または無脂肪食）はエゼチミブの吸収に影響を与えなかったが、高脂肪食ではCmaxが38%増加した。エゼチミブが水に「ほとんど溶けない」ため、絶対的バイオアベイラビリティは測定されていない。エゼチミブおよびグルクロン酸抱合体は血漿蛋白にそれぞれ99.5% - 99.8%および87.8% - 92.0%結合する。
小腸および肝臓でグルクロン酸抱合されたエゼチミブは胆汁中に排出され、その一部は腸内細菌叢によって脱抱合を受けてエゼチミブが遊離し、遊離したエゼチミブの一部が吸収される形で腸肝循環する。
血中半減期は約22時間であり、1日1回の投与を可能にする。エゼチミブはP450による代謝を受けないので、相互作用する薬剤は限られている。腎臓からの排出は少ないので（非抱合体0.05%未満、抱合体8.7% - 11%）、腎障害に拠る用量調節は不要である。また軽度肝障害（Child-Pughスコア：5 - 6）の場合も調節の必要はない。中等度および重度の肝障害（Child-Pughスコア：7 - 15）ではCmaxが上昇するものの、エゼチミブの適正量は示されていない。軽度、中等度、重度の肝障害を有する患者では肝障害のない患者に比べてAUCがそれぞれ1.7倍、3 - 4倍、5 - 6倍になる。

### 薬物相互作用
- エゼチミブは陰イオン交換樹脂に吸着されるので、コレスチミドやコレスチラミンなどと同時に投与すると、エゼチミブの血中濃度が低下する[2]。
- エゼチミブはシクロスポリンと相互作用する[3]。2010年現在、機序不明ながら、エゼチミブとシクロスポリンとを併用すると、いずれの薬剤の血中濃度が上昇することが報告されている[2]。
- エゼチミブは、フェノフィブラートを除くフィブラート系薬剤と相互作用する[3]。
- 2010年現在、機序は不明ながら、ワーファリンのようなクマリン系抗凝固剤をエゼチミブと併用すると、プロトロンビン時間国際標準比が上昇することが報告されている[2]。